# Fergal O'Brien
Fergal O'Brien (8. březen 1972 Dublin, Irsko) je od roku 1991 profesionální hráč snookeru. Nejvyšší breaku 143 bodů dosáhl na turnaji The Masters v roce 1991.

## Úspěchy
- 1 vítězství na bodovaném turnaji
- 1999 vyhrál British Open